# Тонатіу

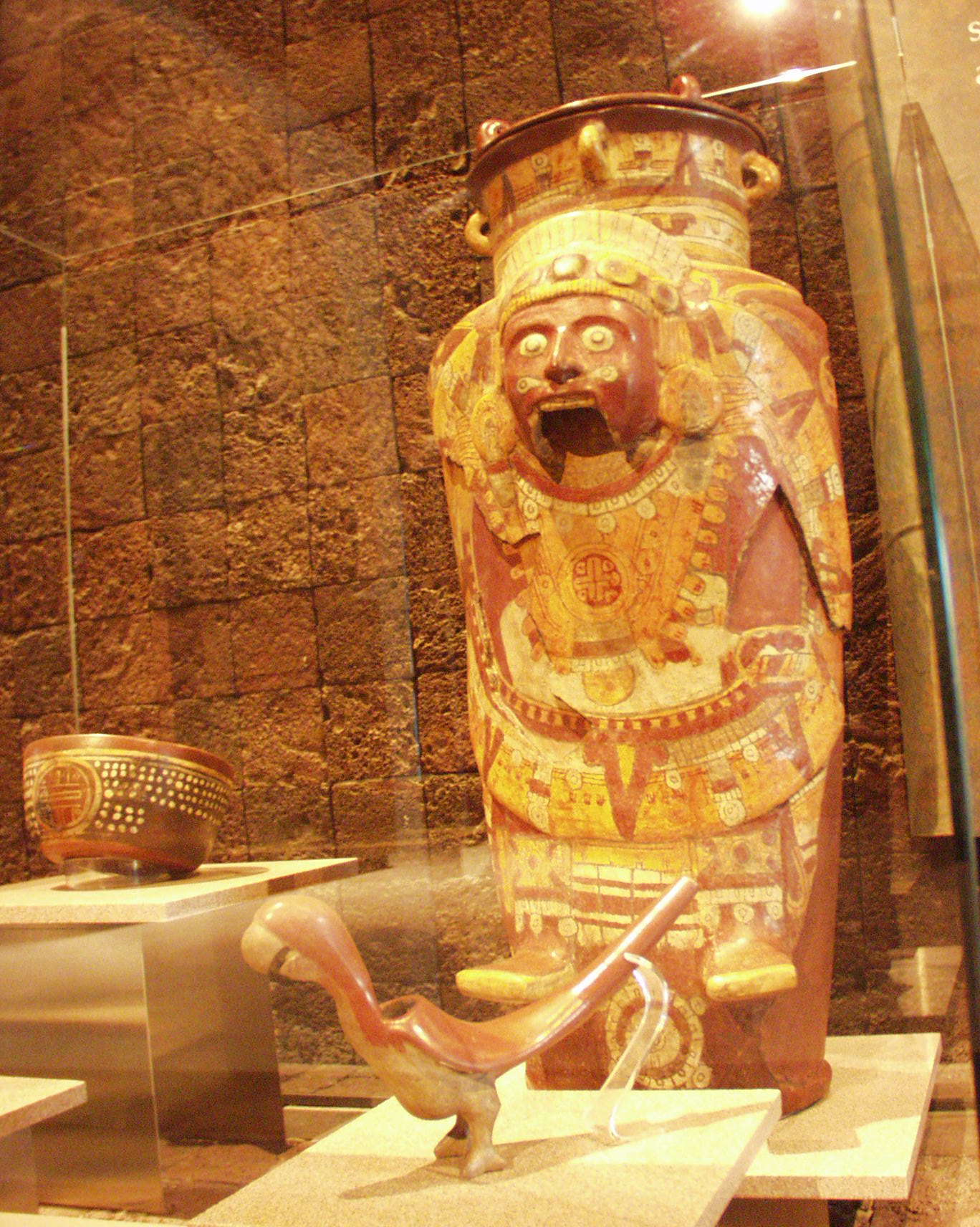
Тонатіу. Музей антропології Мехіко

Тонатіу (ісп. Ōllin Tōnatiuh) — бог неба, Сонця і вояків в ацтецькій міфології. Відповідно до уявлень був п'ятим «Сонцем», володарем теперішньої ери «Чотири землетруси» (напередодні появи в Месоамериці іспанців). Мав декілька інших імен: Куаутемок «Спадний орел», Пільцінтекутлі («Юний володар»), Тотек («Наш вождь»), Шипіллі («Бірюзовий принц»).

## Характеристика
Для підтримки сил і збереження молодості Тонатіу повинен щодня отримувати кров жертв, інакше під час подорожі вночі по підземному світу він може померти, тому кожен день його шлях до зеніту супроводжувався душами принесених в жертву вояків, полеглих у боях.

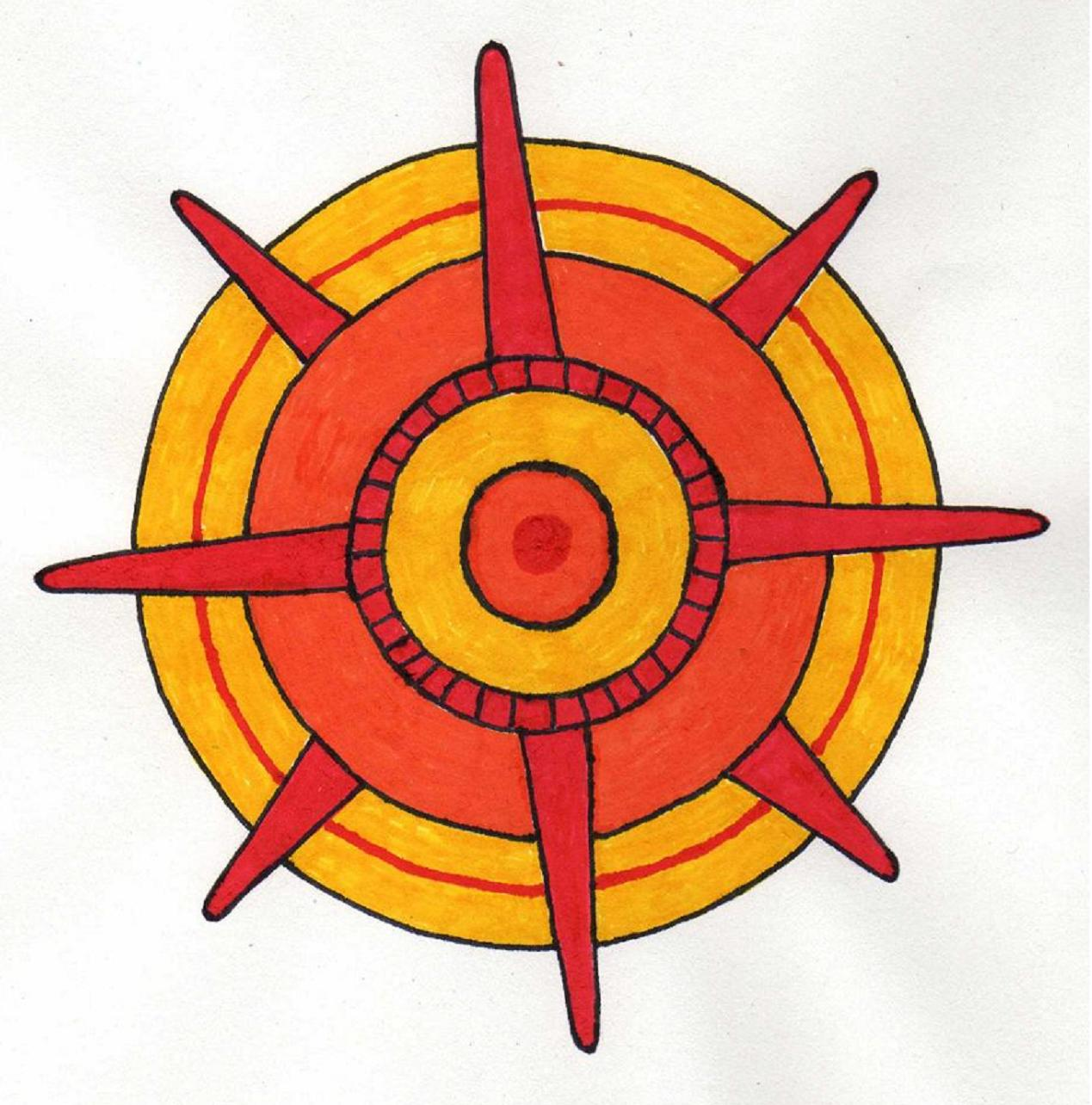
Символ Тонатіу

Тонатіу був покровителем союзу «воїнів-орлів», його символ — орел. Культ Тонатіу був одним з найважливіших в ацтекському суспільстві. Відомий під календарним ім'ям Науі Олін («Чотири рухи»).
Зображувався у вигляді юнака з обличчям червоного кольору і полум'яним волоссям, найчастіше в сидячій позі, із сонячним диском або напівдиском за спиною.